# Ріа (округ, Теннессі)
Шаблон:StateAbbr_ 35°37′ пн. ш. 84°55′ зх. д. / 35.61° пн. ш. 84.92° зх. д.
Округ Ріа (англ. Rhea County) — округ (графство) у штаті Теннессі, США. Ідентифікатор округу 47143.

## Історія
Округ утворений 1807 року.

## Демографія
За даними перепису 2000 року загальне населення округу становило 28400 осіб, зокрема міського населення було 9050, а сільського — 19350. Серед мешканців округу чоловіків було 13785, а жінок — 14615. В окрузі було 11184 домогосподарства, 8104 родин, які мешкали в 12565 будинках. Середній розмір родини становив 2,9.
Віковий розподіл населення поданий у таблиці:
| Стать    | До 15 років | 15-21 | 22-29 | 30-39 | 40-49 | 50-65 | 65-85 | Понад 85 |
| -------- | ----------- | ----- | ----- | ----- | ----- | ----- | ----- | -------- |
| Чоловіки | 2799        | 1451  | 1467  | 1914  | 2036  | 2494  | 1476  | 148      |
| Жінки    | 2755        | 1500  | 1444  | 1924  | 2071  | 2638  | 1920  | 363      |

## Міста
- Спрінґ-сіті

## Суміжні округи
- Роун — північний схід
- Меґс — схід
- Гамільтон — південь
- Бледсо — захід
- Камберленд — північний захід

## Виноски
1. ↑  U.S. Decennial Census. United States Census Bureau. Процитовано 14 квітня 2015.
2. ↑  Historical Census Browser. University of Virginia Library. Архів оригіналу за 11 серпня 2012. Процитовано 14 квітня 2015.
3. ↑  Forstall, Richard L., ред. (27 березня 1995). Population of Counties by Decennial Census: 1900 to 1990. United States Census Bureau. Процитовано 14 квітня 2015.
4. ↑  Census 2000 PHC-T-4. Ranking Tables for Counties: 1990 and 2000 (PDF). United States Census Bureau. 2 квітня 2001. Процитовано 14 квітня 2015.
5. ↑  State & County QuickFacts. United States Census Bureau. Архів оригіналу за 7 червня 2011. Процитовано 7 грудня 2013.(англ.) Наведено за англійською вікіпедією.
6. ↑  American FactFinder. Бюро перепису населення США. Архів оригіналу за 26 лютого 2012. Процитовано 31 січня 2008.

| США | Це незавершена стаття з географії США. Ви можете допомогти проєкту, виправивши або дописавши її. |